# Hugo Kalbe
Hugo Kalbe (* 6. Dezember 1865 in Müncheberg; † 27. März 1940 in Korbach) war ein deutscher Kupferschmiedemeister und Politiker (Handwerkerbund).
Kalbe war der Sohn des Kaufmanns Julius Kalbe (1821–1896) und dessen Ehefrau Bertha, geborene Kupsch (1837–1868). Er heiratete am 9. April 1898 in Thalitter Lina Dude (1863–1939) aus Obernburg. Kalbe wurde Kupferschmiedemeister und später Kreishandwerkermeister und Ehrenobermeister seiner Innung. Er war der Gründer der Installationsfirma Kalbe in Korbach. 1925 bis 1929 war er für den Handwerkerbund Abgeordneter in der Waldecker Landesvertretung.